# 胡蝶の夢 (小説)
『胡蝶の夢』（こちょうのゆめ）は、司馬遼太郎の歴史小説。『朝日新聞』朝刊に1976年11月11日から1979年1月24日まで連載された。
徳川幕府の倒壊と15代将軍慶喜の苦悩、また戊辰戦争での軍医としての松本良順、順天堂出身の関寛斎の姿があざやかに描き出される。その一方で、記憶力と語学習得力は抜群ながら、人間関係の構築のまずさで不利を被っている島倉伊之助（後の司馬凌海）の姿が、この両者とは違った形で描かれている。幕末から明治維新の時期を政治でなく、医療の目から、またその医療を通しての身分制度批判という観点から見た作品である。

## あらすじ

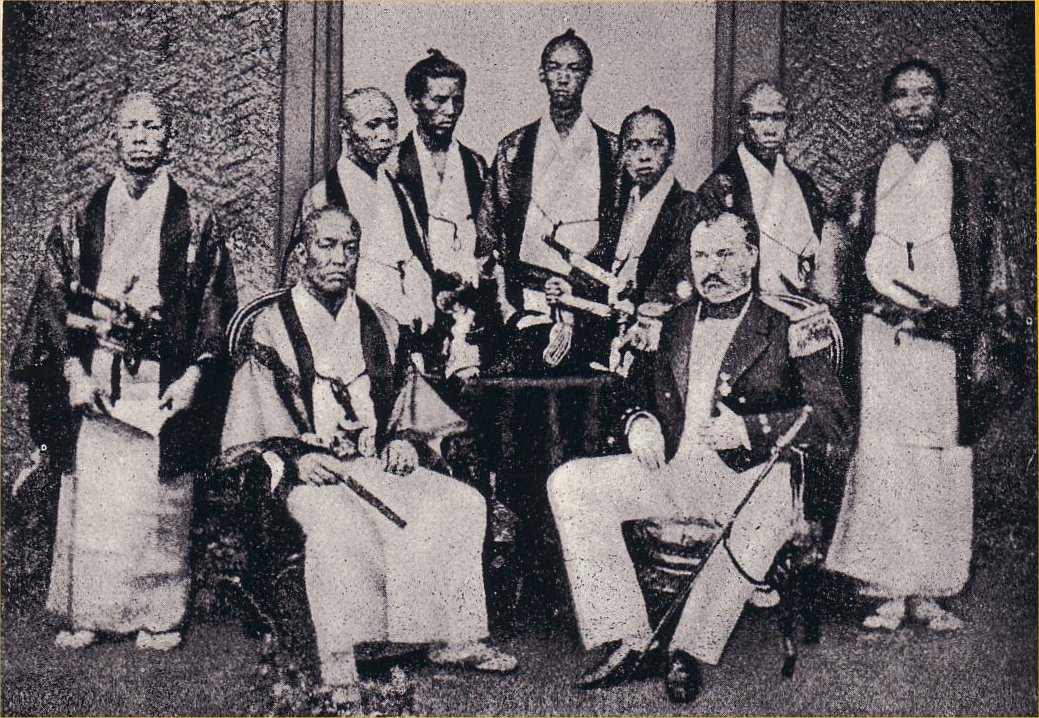
ポンペと伝習所の学生たち、ポンペの向かって左が松本良順

佐倉順天堂の創設者の実子良順は、奥医師松本良甫の娘登喜と結婚して婿養子となる。奥医師の見習いをしつつ、オランダ語を学んでいた良順のもとへ、佐渡から来た島倉伊之助が弟子入りするが、才能がありながらも厄介ごとを引き起こしがちな伊之助は、一旦佐渡に戻る。伊之助は子供のころから祖父伊右衛門により教育され、特に語学を学ぶことにおいてずば抜けた才能を見せたが、反面良好な人間関係を築くことがなかなかできず、これが後々まで災いする。
その後、良順は奥医師となり江戸城に上がるも、勤めのあり方に疑問を感じ、さらにオランダ語をもっと学びたいと思ったことから、長崎海軍伝習所に軍医として入る。そこでオランダ人医師ヨハネス・ポンペ・ファン・メーデルフォールト（ポンぺ）を講師とする医学伝習所を作り、佐渡の伊之助を呼び寄せて、本格的な蘭方医の養成を始める。これは日本初の、組織立ったオランダ医学の学校だった。良順がこの伝習所にいたころコレラが大流行し、自らも感染した折、その治療でポンペが見せた、身分に関わらない治療に良順はいたく心を揺さぶられた。後に伝習所に設けられた附属病院でもこの姿勢が持ち込まれ、江戸時代の身分制度に大きな影響を与える。また、ポンペが持ち込んだカメラで新しい世界を知る。師であるポンペは人体解剖も行い、丸山遊郭の遊女の梅毒の検査も行った。一方、伊之助は長崎でも抜群の語学力を見せ、学生たちの通訳をも務めるが、やはり奇行が目立ち、ついに伝習所を追い出される。長崎を出る間際、伊之助は『七新薬』という医書を残し、平戸で岡口等伝の娘佳代と結ばれるが、祖父伊右衛門がこの縁組に反対し、佐渡に戻って開業することになる。しかし開業しても他人との呼吸の合わなさは相変わらずで、はやることはなかった。

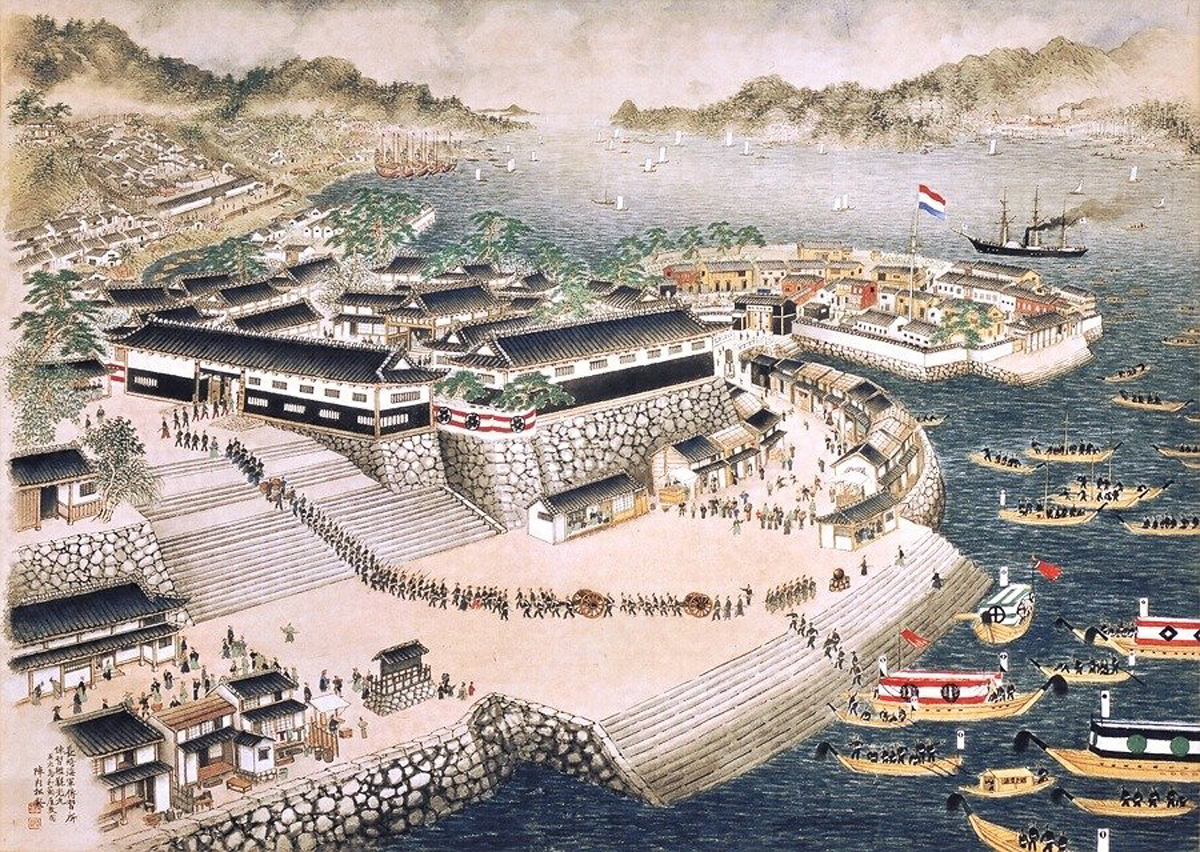
長崎海軍伝習所

良順は、ポンペの帰国と共に江戸に戻り、西洋医学所の頭取となる。奥医師を務め、同じ蘭方医ながら権勢欲の強い玄朴とは反発しあうが、その後玄朴の失脚と共に運が向き始める。その後京都で奔走していた一橋慶喜、長州征伐で大阪城にいた徳川家茂を次々と診察するが、家茂は大阪城で帰らぬ人となる。さらに、京都に詰めていた新選組への助言と健康診断を行い、この壮士集団に急速に親しみを覚えるようになり、後の戊辰戦争でも彼らに協力するようになる。
もう1人の主人公、関寛斎は順天堂で学び、その後長崎に行って、伊之助の人間関係構築に助言を与えたりする。この寛斎は不思議と伊之助を嫌わなかった。さらに一旦銚子に戻った後、阿波蜂須賀家に侍医として召し抱えられる。戊辰戦争では負傷兵を助け、明治維新後は町医となり、貧しい人々には無料診療を施した。
時が移って明治維新となり、良順は賊軍に与したかどで逮捕され、のち赦免され、明治政府に出仕して華族に叙されるなど栄達を得る。一方伊之助は、祖父伊右衛門の死によって佐渡を出、語学力にものを言わせて新政府や公立学校で働くようになる。しかしのちに肺結核にかかり、療養先の熱海から東京まで駕籠で向かうという無謀な行動に出る。その最中、菜の花畑を目にした伊之助は、佐渡で読んだ荘子の『胡蝶の夢』を思い出し、「俺は、蝶だぞ」と叫び、その後戸塚の宿で誰にも看取られずに世を去る。また寛斎は、徳島で無料診療を行っていたが、妻お愛と北海道に移住し、地域の人々のために余生をささげて、無料診療を行った。83歳で自作農をめぐる息子との確執から服毒自殺し、その前に亡くなっていたお愛と共に埋葬された。

## 刊行書誌
- 『胡蝶の夢』新潮社（全5巻） 1979年
- 『胡蝶の夢』新潮文庫（全4巻） 1983年、改版2005年
- 『司馬遼太郎全集 40・41』（文藝春秋） 1983年
- 『胡蝶の夢』全1巻（新潮社） 1997年

## 登場人物

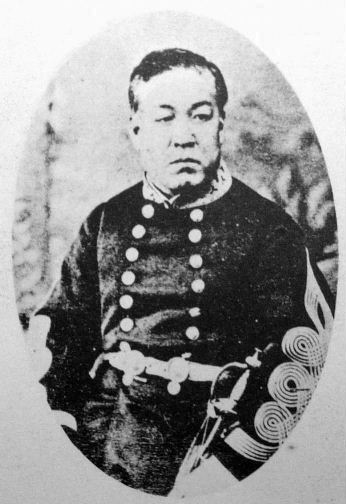
男爵　松本順

松本良順　幼名、佐藤順之助。佐藤泰然の子として生まれ、松本良甫の下へ婿養子として入る。海軍伝習所の軍医として咸臨丸に乗り、さらに長崎に医学伝習所を作ってポンペを講師に迎え、ポンペ帰国後は江戸の西洋医学所の頭取となって、戊辰戦争で野戦病院の指揮官となるが、官軍に逮捕され、のち赦免される。維新後は帝国陸軍の軍医総監となり、名を順と改め、男爵に叙される。
島倉伊之助後の司馬凌海。佐渡の富商の子。幼時より祖父伊右衛門より勉学をしごかれ、その後松本良甫に教えを乞うが、周囲になじめず佐渡に舞い戻る。のちに長崎の医学伝習所の手伝いを良順より頼まれ、長崎に向かうが、奇行が災いしてポンペに疎まれ、佐渡に戻る途中で平戸で岡崎等伝の娘との間に男児を儲ける。佐渡に逼塞し、祖父の死と共に佐渡を離れ、維新後は新政府で仕事をする。飽くなき記憶力と語学習得力を持ちながら、人間関係のまずさと女性への関心で破滅的な人生を送る。
関寛斎順天堂の後長崎の医学伝習所に学び、他者から疎んじられる伊之助と親しくなり、世話を焼く。後に阿波蜂須賀家の侍医となり、維新後は徳島で町医となるも、その後北海道に渡って、地元の人々やアイヌのために尽くす。
ポンペ　オランダ海軍の軍医。日本に赴任し、長崎に医学伝習所を開く。従来のオランダ医学とは違って、基礎的な学問から組織立った授業を1人で行い、長崎にコレラが流行した時は、四民の分け隔てなく病人を診て、その後日本初の西洋式病院である長崎養生所（小島養生所）を建設する。
佐藤泰然　良順の父、順天堂の創始者。
松本良甫　良順の養父にして妻登喜の父。
登喜　良順の妻、松本良甫の娘。
伊東玄朴　佐賀藩出身の蘭方医。漢方中心の江戸城で初の蘭方の奥医師となり、漢方医の多紀楽真院一派との間に軋轢を起こす。
徳川家茂　第14代将軍。少年の頃に紀州から江戸城に移り住み、皇女和宮を妻に迎える。第2次長州征伐で大阪入りした後に発病し、良順を始め侍医団を心の拠り所としつつ若くして世を去る。
徳川慶喜　第15代将軍。学問や馬術に秀で、眉目秀麗な人物であるが、父斉昭を疎んずる江戸城大奥により嫌われ、宮中で折衝の最中に体の不調を訴え、良順の診察を受ける。将軍宣下後も四面楚歌のような状況にある。1867年慶応3年に大政奉還を行い、その後戊辰戦争では自ら指揮官の地位を捨て、蟄居生活を送る。
島倉伊右衛門　伊之助の祖父。子供の頃より伊之助に学問をさせ、江戸や長崎に送るが、平戸で伊之助が子を儲けたのを知って伊之助を佐渡に連れ戻す。何かと問題の多い孫のことを案じつつ亡くなる。

## 時代背景と西洋医学がもたらしたもの

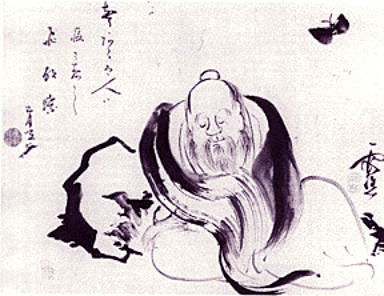
荘子の胡蝶の夢

この小説の舞台となっている時代は、安政から明治にかけてのいわゆる幕末であり、その時点で初めて西洋医学の組織立った学校が登場したこと、オランダ人医師ポンペにより、四民平等の思想が、医療を通じて徐々に浸透してゆく。タイトルの「胡蝶の夢」は荘子の言葉から来ており、作品の終わりの方で、伊之助が結核にかかって、熱に浮かされながら駕籠に揺られている途中に、かつて読んだ荘子を思い出し、夢と現との見境がつかない状態で「俺は蝶だぞ」と叫ぶ場面でそれが描かれている。「胡蝶の夢」は、荘子が夢に蝶の飛ぶ姿を見て、人間だと思っていた自分は実は蝶で、蝶が夢を見て人間になっているのか、またはやはり人間で夢に蝶を見ているのかという説話であるが、司馬はこれに関し、松本良順が蘭方医学を引き写しで学んだだけで、生身の本人とは違った姿で、封建社会の終わりに蝶のごとく舞ったことをもまた、荘子の胡蝶の夢になぞらえている。
その後、1988年の順天堂大学における講演で司馬は、江戸時代の日本は医者の身分が高く、それが優秀な医学の人材を育てたとも言う。また、資本主義の段階において合理主義が日本社会に根付き、それが近代化を助けたとも述べている一方で、江戸時代を象徴する身分制を否定した西洋医学についても触れている。以下のポンペの言葉は、長崎大学医学部校是ともなっている。
医師は自らの天職をよく承知していなければならぬ。ひとたびこの職務を選んだ以上、もはや医師は自分自身のものではなく、病める人のものである。もしそれを好まぬなら、他の職業を選ぶがよい。
江戸時代という封建社会の中で、医師にとっては階級差別、貧富・上下の差別はなく、ただ病人があるだけであると、身をもって実践し、また教えていた。また、「医者はよるべなき病者の友である」ともポンペは言い、司馬自身も講演で、この言葉に言及し、病者の友たる医者の存在を求めている。

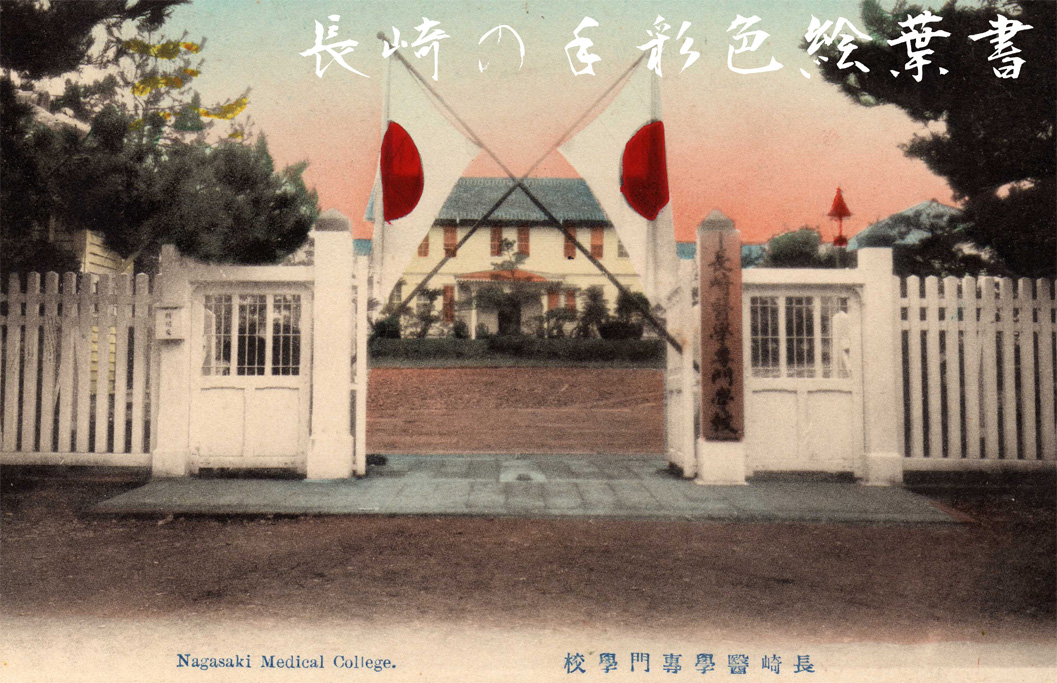
長崎医科大学（現長崎大学医学部）

この作品の中で、司馬は江戸期の身分制度に言及し、ポンペの持ち込んだ西洋医学はまた、当時のオランダの社会そのものを具現しているともしている。当時の日本の場合は、身分ごとに医師が分かれており、そのため、ポンペがコレラの大流行時以前から見せていた、身分の区別のない「医者と病者」という区分は、良順にとっては目からうろこが落ちるような思いであった。附属病院を作る際にもこの思想が基盤になっている。
これに関して、司馬は「胡蝶の夢の連載を終えて」で、身分制社会からの浮上方法としての蘭学、また医学に感じた限界について語っており、適塾と順天堂の違いについても触れている。この小説のテーマともなっている身分制社会からの浮上、また、江戸の身分制を切り裂く存在としての西洋医学（蘭学）に関しては小説中にも述べているが、いずれにせよこの存在が、江戸期の日本というものを大きく変えてゆき、また、断片的な知識の授与であった日本の西洋医学が、ポンペの授業によって組織的になったことも意義深いとしている。